# Dnešice

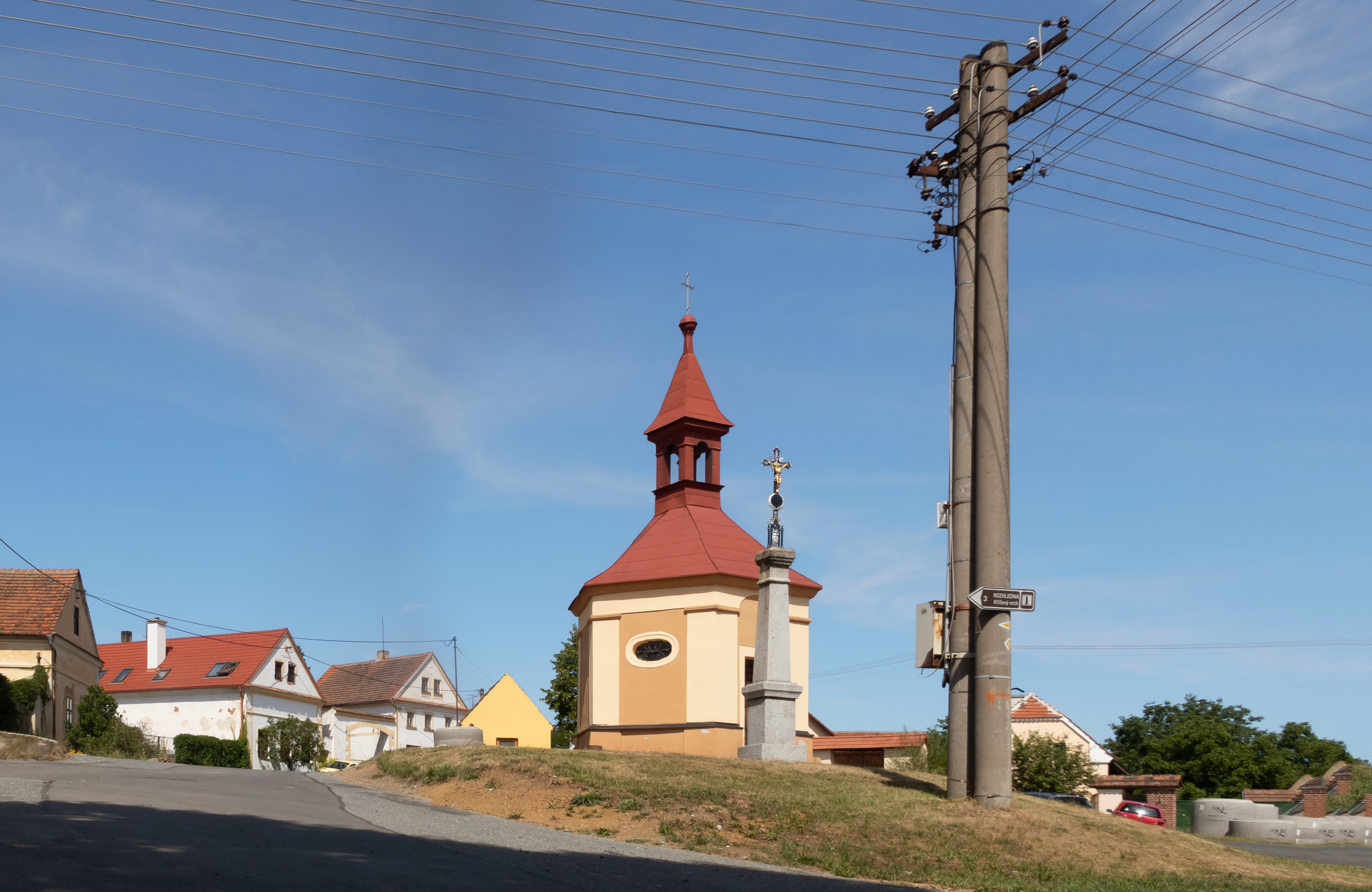
Kapelle in Černotín

Dnešice (deutsch Dneschitz) ist eine Gemeinde mit 765 Einwohnern in Tschechien. Sie liegt sechs Kilometer südwestlich von Dobřany und gehört zum Okres Plzeň-jih. Die Katasterfläche beträgt 1424 ha.

## Geographie
Dnešice befindet sich in 372 m ü. M. unterhalb der Einmündung des Lažanský potok im Tal des Dnešický potok. Der Ort erstreckt sich um den Hügel Hůrka (425 m). Nordöstlich liegt der Stauweiher Utopený rybník (Ertrunkener Teich), der vom Suchanovský potok gespeist wird, dahinter liegt die Tongrube der Keramischen Werke Chlumčany.
Nachbarorte sind Bayerův Důl im Norden, Chlumčany im Nordosten, Horní Lukavice, Dolní Lukavice und Zastávka im Osten, Žerovice und Přeštice im Südosten, Oplot und Soběkury im Süden, Přestavlky im Südwesten sowie Černotín im Nordwesten.

## Geschichte
Die erste urkundliche Erwähnung des Ortes stammt aus einer Schenkungsurkunde Vladislavs I. an das Kloster Kladruby aus dem Jahre 1115. Seit 1352 ist die St. Wenzels-Kirche nachweisbar. Während der Hussitenkriege wurden der Ort und die Kirche geplündert. Der Pfarrsprengel umfasste die Dörfer Oplot, Soběkury, Přestavlky, Černotín und Lažany. Der Pfarrer Simon František Alexia Janota begann 1685 mit der Führung von Kirchenbüchern. 1811 erhielt die Kirche einen neuen Turm.

## Sehenswürdigkeiten
- St. Wenzelskirche, zwischen 2001 und 2003 saniert
- Nischenkapelle des Hl. Adalbert, erbaut in der 1. Hälfte des 19. Jahrhunderts
- Křížový vrch bei Černotín
- Kapelle in Černotín

## Gemeindegliederung
Zu Dnešice gehört der Ortsteil Černotín (Tschernotin).

## Söhne und Töchter der Gemeinde
- Josef Pachmayer, Journalist und Übersetzer
- Tomáš Vorbes (1815–1888), Schriftsteller und Pädagoge